# Merve Özbey
Merve Özbey (İstanbul, 18 de julho de 1989) é uma cantora turca de música pop turca.
Ela anunciou em 20 de setembro de 2019 que vai se casar com Kenan Koçak.